# Atos 8
Atos 8 é o oitavo capítulo dos Atos dos Apóstolos, de autoria de Lucas, o Evangelista, no Novo Testamento da Bíblia. Ele relata a disseminação do nascente cristianismo para as regiões da Samaria e da Etiópia. É neste capítulo também que Paulo de Tarso é citado pela segunda vez, ainda como perseguidor dos cristãos e chamado de "Saulo".

## Manuscritos
Atos 8 foi originalmente escrito em grego koiné e dividido em 40 versículos. Alguns dos manuscritos que contém este capítulo ou trechos dele são:
- Papiro 50 ({\displaystyle {\mathfrak {P}}}50) (séc. III; versículos 26 a 32)[4]
- Codex Vaticanus (325–350)
- Codex Sinaiticus (330–360)
- Codex Bezae (c. 400)
- Codex Alexandrinus (ca. 400–440)
- Codex Ephraemi Rescriptus (ca. 450, lacuna no versículo 8)
- Codex Laudianus (ca. 550)

## Estrutura
A Tradução Brasileira da Bíblia organiza este capítulo da seguinte maneira:
- Atos 8:1-3 - A primeira perseguição da igreja
- Atos 8:4-8 - Filipe prega em Samaria
- Atos 8:9-13 - Simão, o mago
- Atos 8:14-25 - Pedro e João em Samaria
- Atos 8:26-40 - Filipe e o eunuco

## Temas Principais

### Cristianismo se espalha
O relato começa (Atos 8:1–3) contando como os cristãos perseguidos em Jerusalém depois do martírio de Estêvão fugiram para a Judeia e a Samaria. Entre os perseguidores está Saulo, que depois se converteria para tornar-se um dos mais importantes defensores da nova fé. Porém, o efeito foi o inverso do esperado, pois «Os que haviam sido dispersos iam por toda a parte pregando a palavra.» (Atos 8:4).

### Simão Mago
Filipe (que não deve ser confundido com o apóstolo Filipe) pregou na Samaria e lá converteu Simão, que «praticara a mágica e fizera pasmar o povo» (Atos 8:9), e batizou muitos outros. Os apóstolos ainda estavam em Jerusalém e, quando souberam do que ocorria na Samaria, enviaram Pedro e João para que, pela imposição de suas mãos, recebessem o Espírito Santo. Quando Simão soube, ofereceu dinheiro para «que aquele sobre quem eu impuser as mãos, receba o Espírito Santo» (Atos 8:19).
A resposta de Pedro foi contundente:

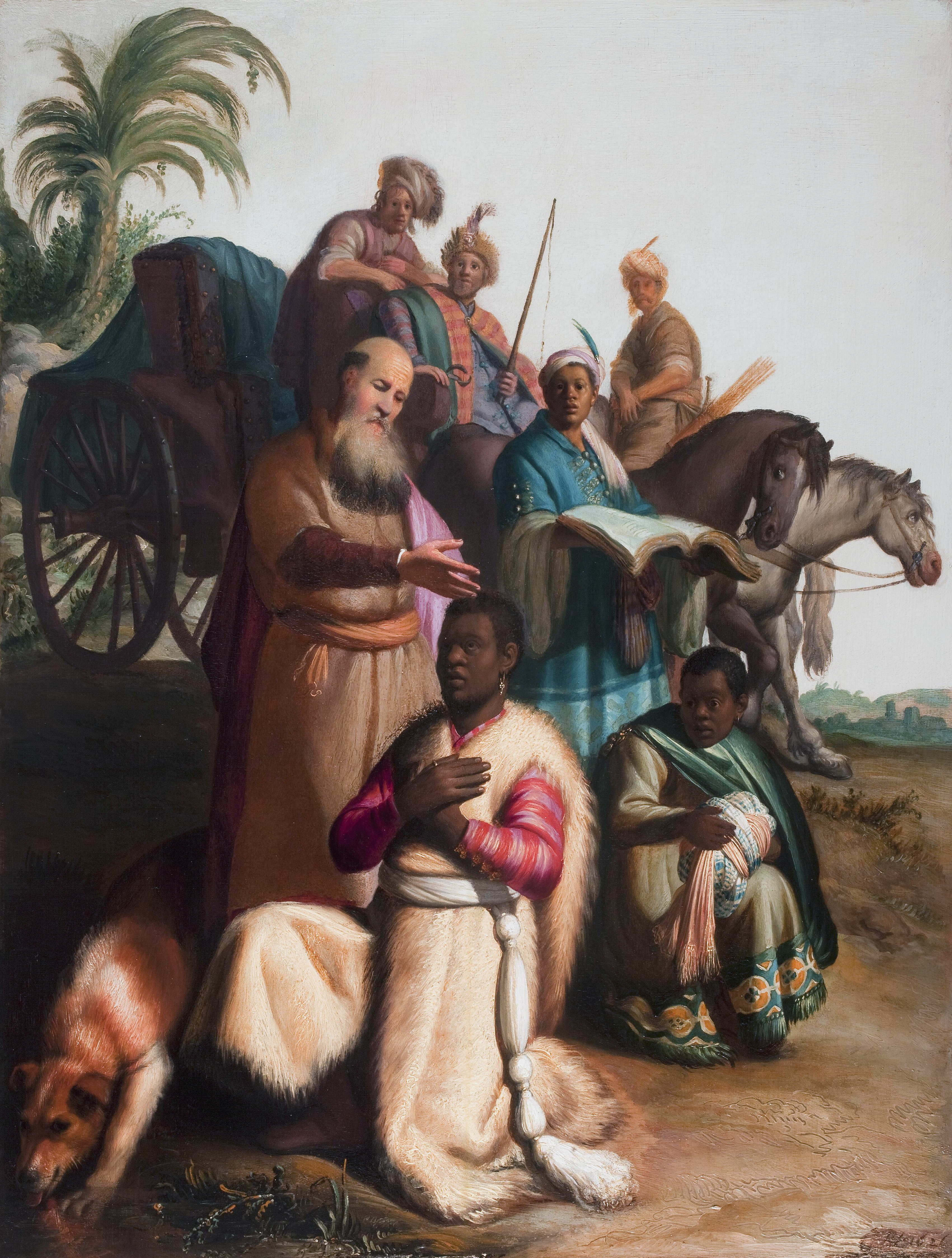
O "batismo do eunuco", um dos episódios narrados em Atos 8.
1626. Por Rembrandt, atualmnente no Museu Catharijneconvent, em Utrecht, na Holanda.

| “ | «Pereça contigo o teu dinheiro, pois julgaste adquirir por meio dele o dom de Deus. Tu não tens parte, nem sorte neste ministério; porque o teu coração não é reto diante de Deus. Arrepende-te, portanto, desta tua maldade, e roga ao Senhor que, se é possível, te seja perdoado esse pensamento do teu coração; pois vejo que estás em um fel de amargura e nos laços de iniquidade.» (Atos 8:20–23) | ” |

### Batismo do eunuco da Etiópia
O relato então muda completamente. O mesmo Filipe recebe um chamado de um "anjo do Senhor" e seguiu para o sul, onde encontrou um eunuco etíope que era "alto funcionário de Candace, rainha dos etíopes". Ele estava lendo um trecho de Isaías: "Como ovelha foi levado ao matadouro; E como um cordeiro está mudo diante do que o tosquia, Assim ele não abre a sua boca. Na sua humilhação foi tirado o seu julgamento; Quem contará a sua geração? Porque a sua vida é tirada da terra" (uma referência a Isaías 53:7–8). Quando eunuco perguntou sobre quem se falava, Filipe anunciou que era Jesus. Maravilhado, o eunuco pediu então professou sua fé e pediu para ser batizado ali mesmo.
Depois disto, segundo o autor, Filipe foi "arrebatado" e levado para "Azoto" (Asdode?) até chegar em Cesareia.

### Versículo 37
O versículo 37 («E disse Filipe: É lícito, se crês de todo o coração. E, respondendo ele, disse: Creio que Jesus é o Filho de Deus» (Atos 8:37)) não aparece em todas as traduções da Bíblia por não aparecer em todos os manuscritos antigos dos Atos dos Apóstolos, como o Codex Vaticanus.
Uma notável exceção é o Codex Laudianus (séc. VI), que traz o versículo.